# Obac de Miravet
L'Obac de Miravet és una obaga del terme municipal de Castell de Mur, dins de l'antic terme de Mur, al Pallars Jussà. Es troba en territori de l'antic poble de Miravet.
Està situat al nord de Miravet i al sud de Vilamolat de Mur, a llevant de la Serra del Meüll. Per l'Obaga de Miravet discorre la carretera local que uneix Vilamolat de Mur i el castell de Mur.